# 藤枝市立高洲南小学校
藤枝市立高洲南小学校（ふじえだしりつたかすみなみしょうがっこう）とは静岡県藤枝市に所在する公立小学校である。校訓は「自立　愛」

## 学区
- 高岡1・2丁目、田沼5丁目、高洲、大新島
  - 高岡3・4丁目、田沼4丁目、泉町、高洲1丁目、兵太夫、与左衛門、大東町の一部

## 中学校区
- 藤枝市立高洲中学校

## 学校教育目標
（互いが育つかかわりのできる子）学び合う子・支え合う子・鍛え合う子

### 重点目標
互いを伸ばす確かな学び・ていねいな言葉・笑顔であいさつ